# Kapesní svítilna

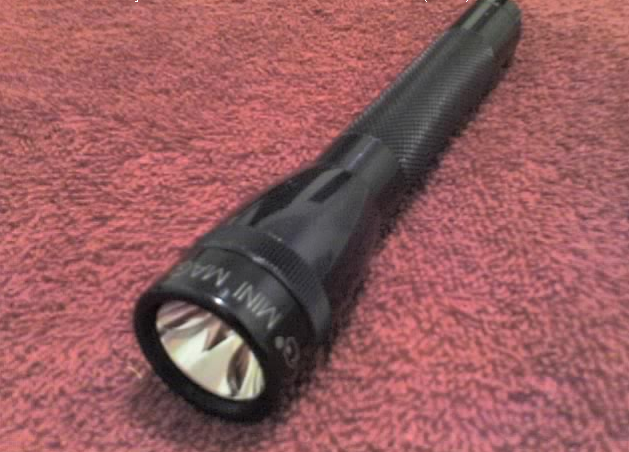
Kovová svítilna

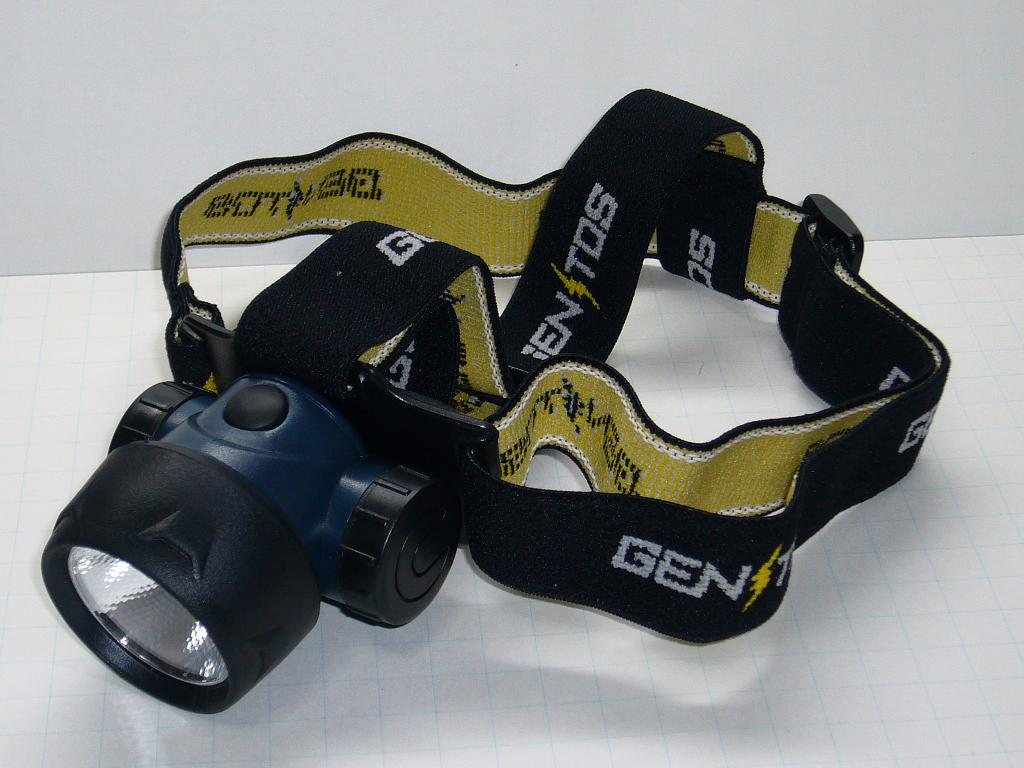
Čelovka

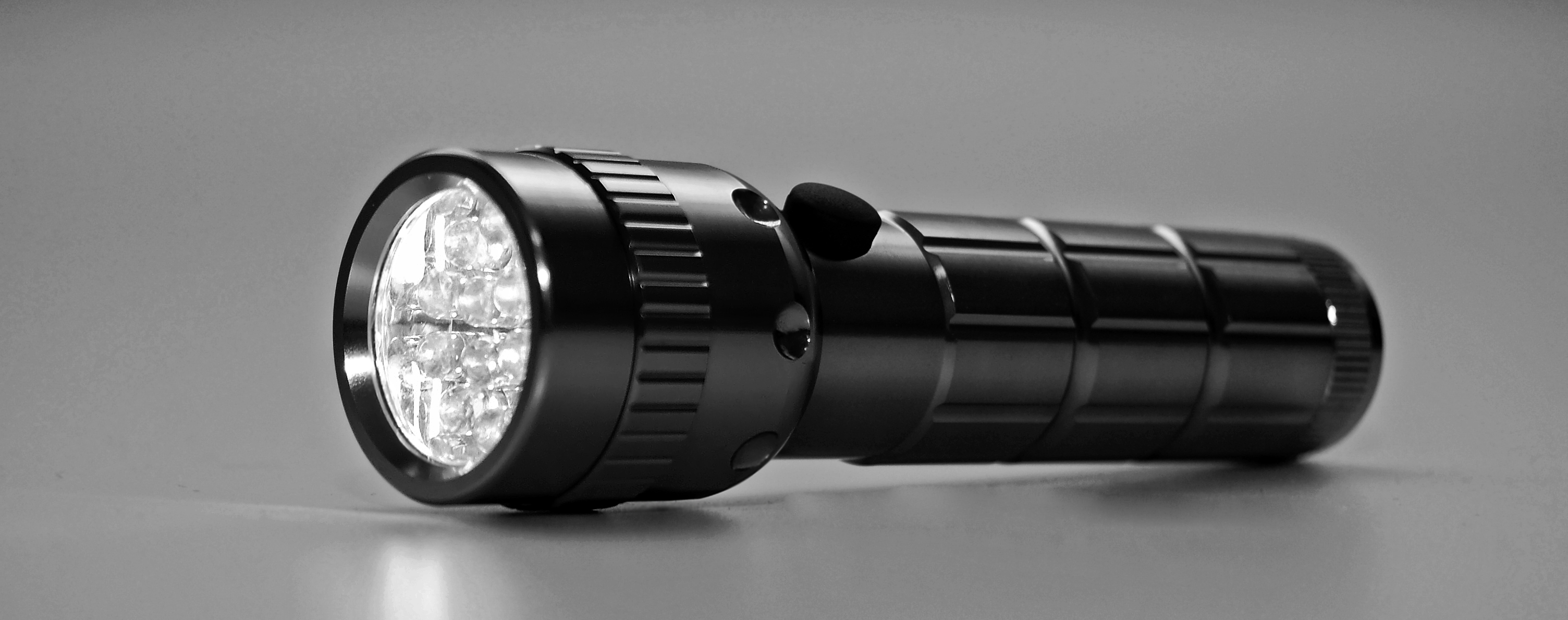
Svítilna s LEDkami

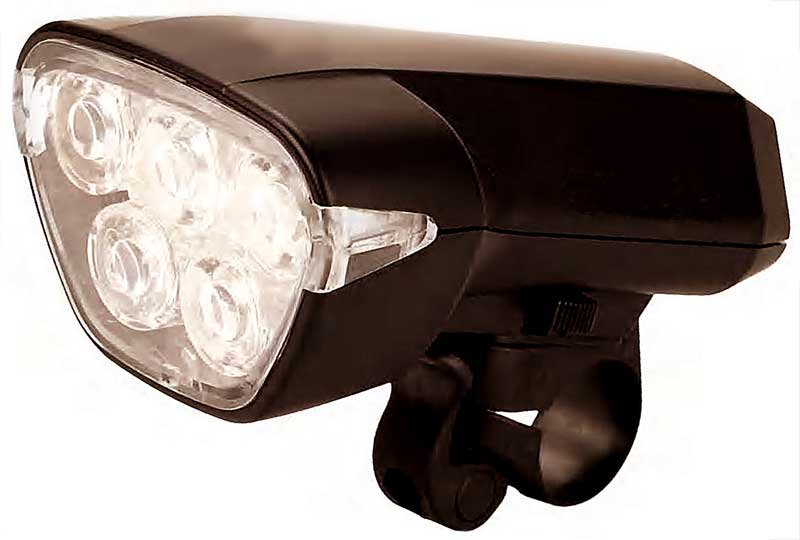
Přední svítilna na kolo

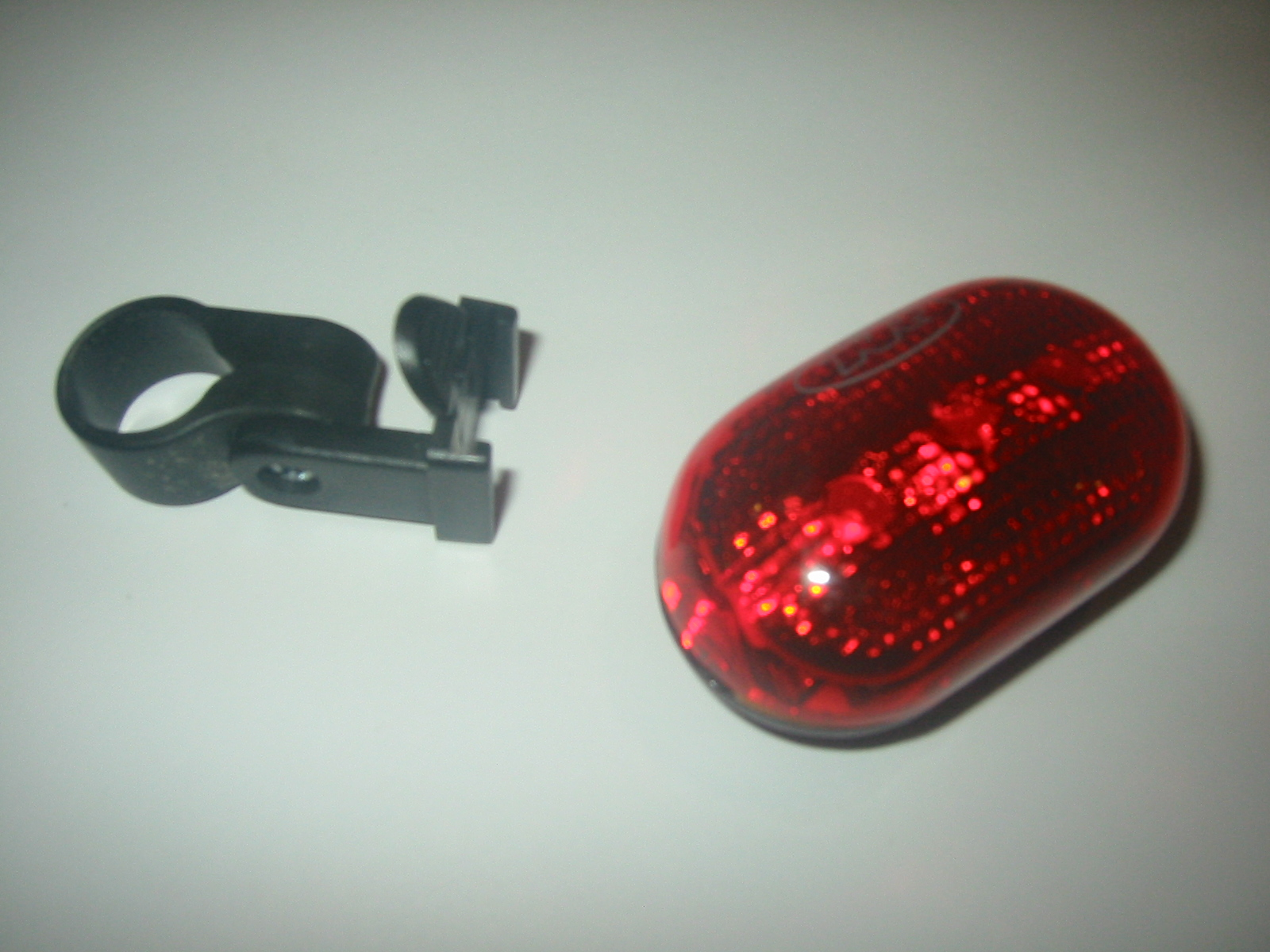
Zadní svítilna na kolo

Kapesní svítilna je malý přenosný zdroj světla s vlastním zdrojem elektrické energie. Jak napovídá jméno, je hodně svítilen dost malých na to, aby se daly nosit v kapse oblečení.

## Konstrukce a fungování

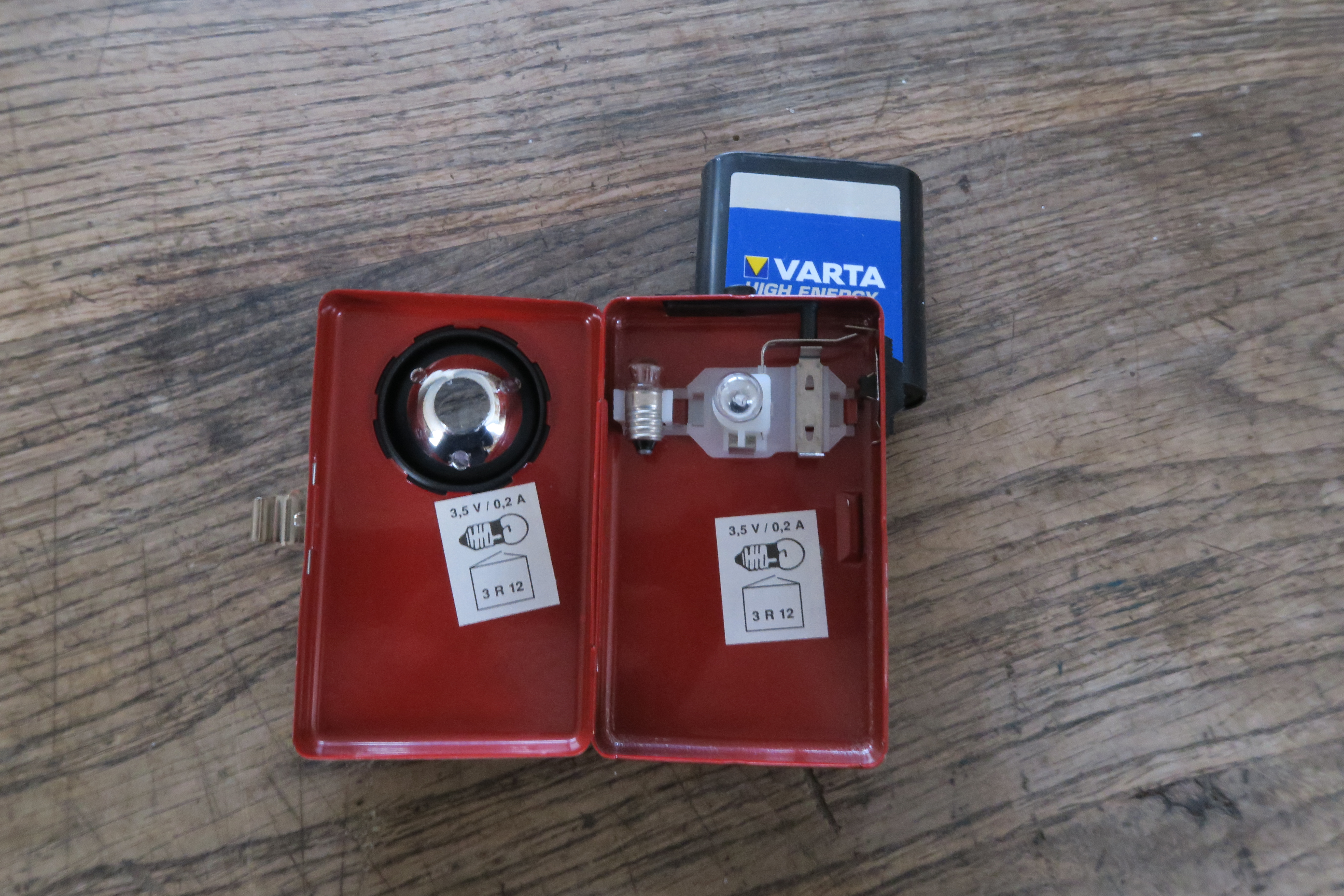
Baterie

Kapesní svítilny jsou většinou vyrobeny jako výlisek z plastu. Existují také typy s tělem z kovové trubky. Uvnitř těla svítilny jsou pod šroubovacím nebo zaklapávacím uzávěrem baterie nebo akumulátory. Aby bylo možné napájet světelný zdroj dostatečně vysokým napětím, je zapojeno do série několik článků. Články jsou velikostí od mikrotužkových (AAA) přes tužkové (AA) až po monočlánky. V přední části svítilny je průhledný kryt, za kterým je vlastní světelný zdroj (žárovka nebo LED). Zdroj je obklopen parabolickým zrcátkem z vyleštěného plechu nebo pokoveného plastu pro účinnější směrování světla. U svítilen s LED někdy parabola chybí. Zrcátko a čočka jsou integrovány přímo v LED. Žárovky se pro dosažení většího výkonu používají plněné kryptonem nebo xenonem. Část se světelným zdrojem má zpravidla větší průměr, než tělo svítilny. Pro zjednodušení konstrukce jsou baterie nebo akumulátory často řazeny za sebou v trubkovitém těle svítilny tak, že se navzájem dotýkají a krajní se dotýká přímo jednoho vývodu světelného zdroje. Druhý pól je připojen přes odpružený kontakt a přes spínač. Spínač bývá častěji posuvný, méně často stiskací. Běžné svítilny jsou vyrobeny z plastových dílů, odolné typy například pro příslušníky ozbrojených sborů mají tělo z lehkých kovových slitin. Než se prosadily plasty, vyráběly se svítilny také z tenkého železného plechu. Jako elektrický spotřebič je kapesní svítilna spotřebič třídy ochrany III. Ochrana uživatele je zajištěna napájením bezpečným malým napětím.

## Oblast použití
Možnosti použití kapesních svítilen jsou mnohostranné. Poslouží jako náhradní osvětlení při výpadku dodávek elektrické energie v domácnostech, při nočních cestách pěšky nebo nocování v přírodě. Specializované typy používají záchranáři, policisté, hasiči a existují i vodotěsné typy pro potápěče. Pro kutily i kondiční běžce, kteří se nedokážou obejít bez běhání ani v noci, existují verze svítelen přizpůsobené k upevněn na čelo, takzvané čelovky. Na paži si připínají kondiční běžci a cyklisté drobné výstražné svítilny s červeně blikajícími LED. Svítilny obdobné kapesním, ale s integrovaným držákem se montují na jízdní kola. Na řídítka bíle svítící, dozadu červeně svítící, případně s blikacím režimem. Dnes už takřka výhradně s LED a samozřejmě s vlastním zdrojem energie. Tradiční typy svítilen na kolo, napájené rotačním generátorem poháněným od kol byly takřka úplně vytlačeny. Nesvítily při pomalé jízdě a stání, což jsou nejnebezpečnější fáze jízdy na kole.